# Azerbaijan Fashion Week

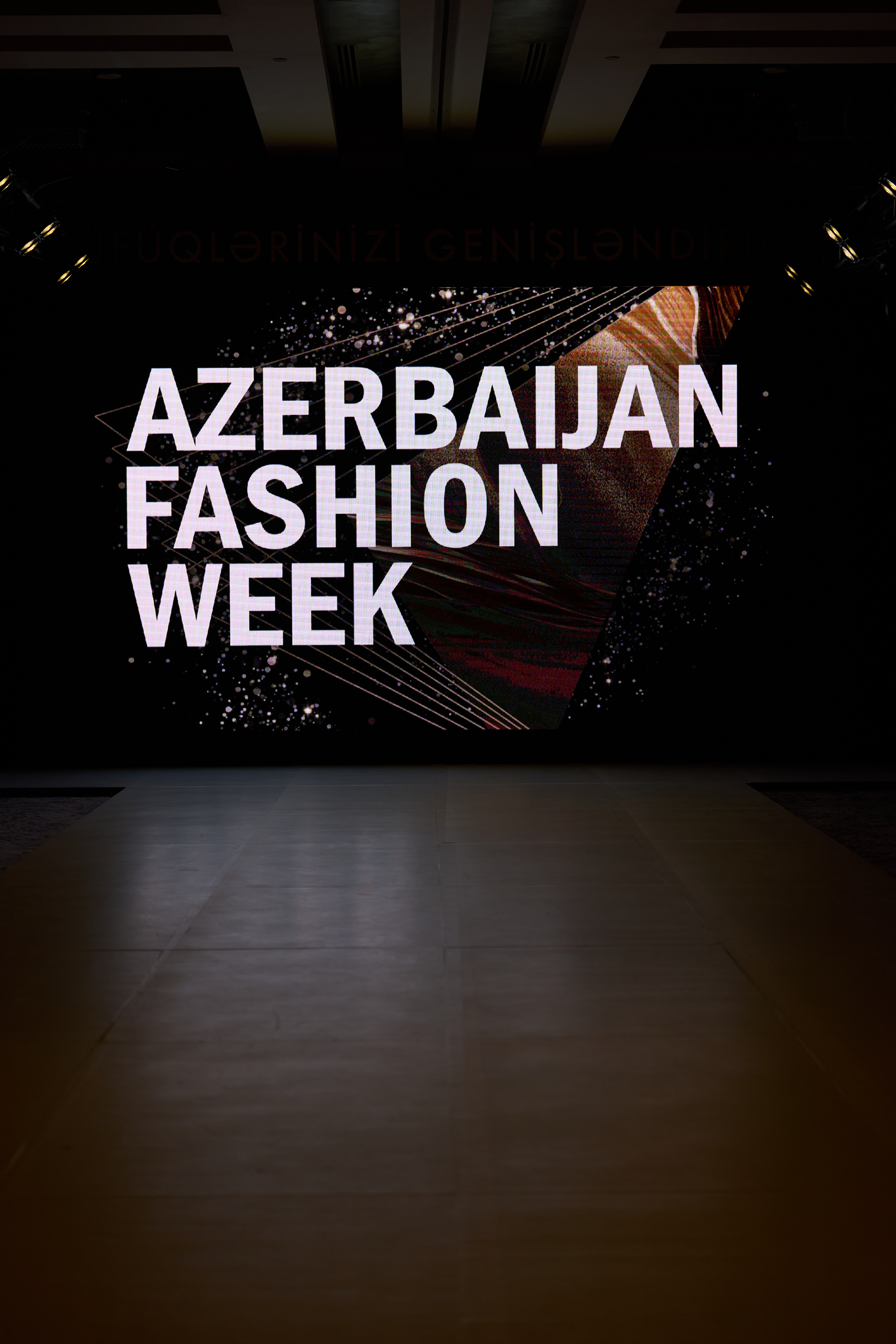

Azerbaijan Fashion Week (AFW) — ежегодное событие в мире моды, проводимое в Баку, Азербайджан, с 2015 года. Мероприятие организуется дважды в год для демонстрации коллекций местных и зарубежных дизайнеров. Оно проходит при поддержке Министерства культуры Азербайджана.

## История
Azerbaijan Fashion Week была основана в мае 2015 года Азербайджанской модной ассоциацией (AFA). Первый сезон прошёл в отеле Fairmont Baku и был посвящён показу коллекций местных дизайнеров, таких как AFFFAIR by Rufat Ismayil. В 2015–2017 годах в мероприятии участвовали дизайнеры из Казахстана, России и Узбекистана. В 2017 году AFW была освещена в изданиях Vogue и L’Officiel.
В 2020 году проведение AFW было приостановлено из-за пандемии COVID-19. Мероприятие возобновилось в декабре 2021 года с 11-м сезоном под темой «Возвращение», посвящённым национальной гордости после Второй Карабахской войны. С 2022 года организаторы проводят конкурс «Up-Cycle Jeans», направленный на поддержку экологичной моды. К 2024 году в AFW участвовало более 60 дизайнеров из 15 стран.

## Основные события
AFW проводилась в различных местах Баку, включая Дворец Ширваншахов, Музей каменной летописи, отель Fairmont Baku и Янардаг. Среди участников были азербайджанские дизайнеры, такие как Gulnara Khalilova, и зарубежные, включая Naz Maer (Россия/Франция) и Alexey Chzhen (Казахстан). В 2023 году показы прошли в Национальном заповеднике Гобустан, где Gulnara Khalilova представила коллекцию «Cizgi» с узорами национальных ковров.
В 2024 году в рамках 16-го сезона был проведён конкурс «Up-Cycle Jeans». Победителем стал COYORA by Ramazan Habibov с коллекцией из переработанных материалов. В 2025 году COYORA by Ramazan Habibov представила свою одежду, продолжая акцент на устойчивую моду.

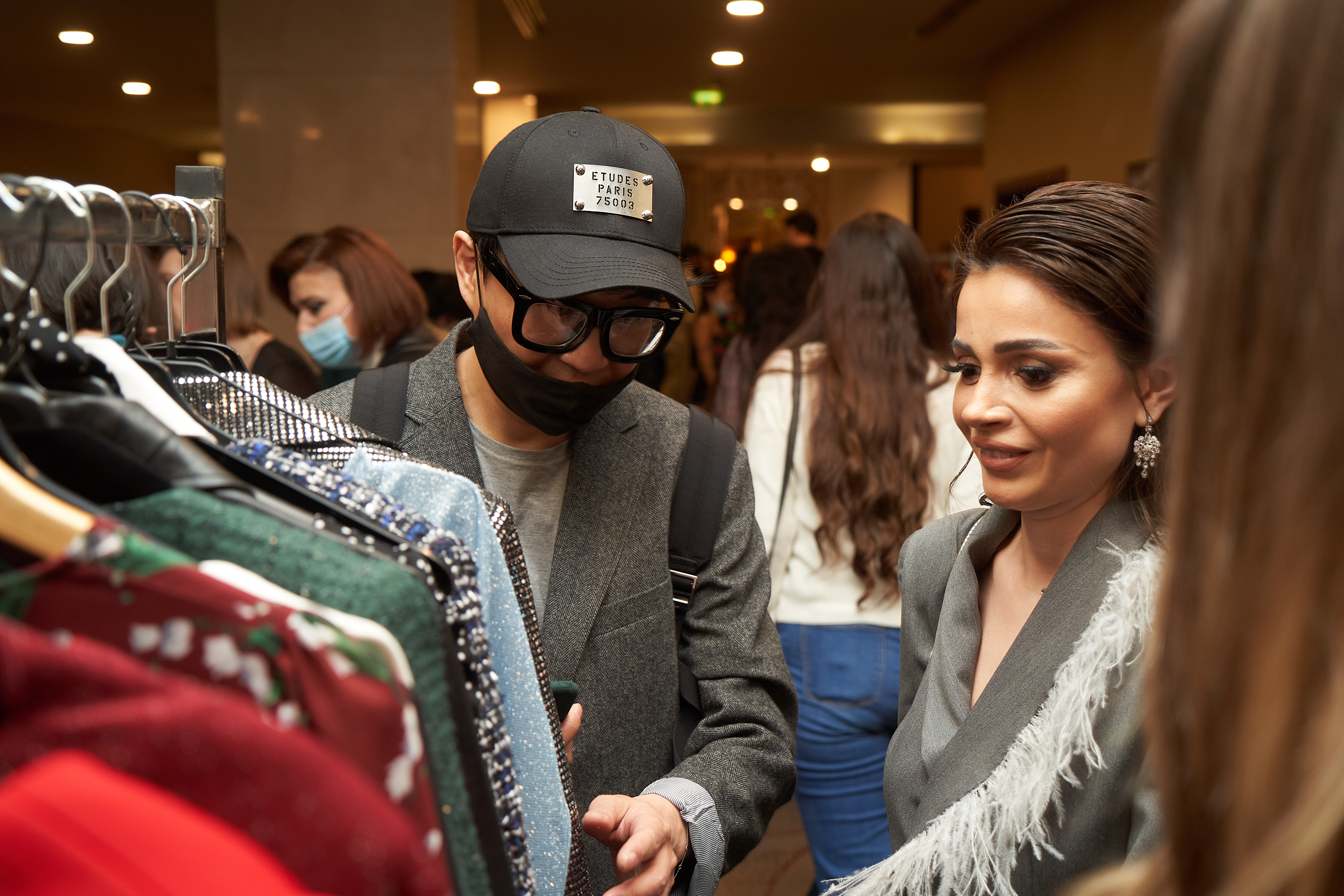

## Освещение в СМИ
AFW освещалась в местных изданиях, таких как Azernews и Trend.Az, а также в международных журналах, включая Vogue, L’Officiel и Harper’s Bazaar. Некоторые сезоны транслировались в прямом эфире.

## Организация
Мероприятие организуется Азербайджанской модной ассоциацией (AFA) при поддержке Министерства культуры Азербайджана. Арт-директор — Саяд Доссыбаев (Казахстан), генеральный директор — Ниджат Бахшалиев (Азербайджан). Среди партнёров AFW — журнал Hello!.

## Международное сотрудничество
AFW участвует в международных мероприятиях, таких как BRICS+ Fashion Summit и Arab Fashion Week. Азербайджанские дизайнеры, включая AFFFAIR by Rufat Ismayil, представляли свои коллекции в Париже, Милане и Дубае.